# 李時英 (隆慶進士)
李時英（1545年—？），字含之，號貞陽，浙江杭州府錢塘縣民籍，直隸上海縣人，明朝政治人物。

## 生平
嘉靖四十三年（1564年）甲子科浙江鄉試第七十八名舉人。隆慶五年（1571年）登辛未科第二甲第二十三名進士。兵部觀政，授欽州知州，萬曆三年（1575年）升刑部员外郎，四年告改南京兵部员外郎，五年官至南京禮部郎中。八年告病，九年致仕。

## 家族
曾祖李全；祖父李紀；父李方，冠帶醫士。母莫氏。具庆下。兄時芹。弟時華、時蕃。